# Expertenkommission
Expertenkommissionen sind Beratungsgremien, die für einen begrenzten Zeitraum und mit einem Auftrag eingesetzt werden.
Expertenkommissionen werden in Deutschland durch die Bundesregierung oder durch Landesregierungen, aber auch private Einrichtungen (wie Unternehmen, Stiftungen, u. Ä.) eingerichtet.
Sie sind häufig gemischt mit Vertretern aus Wissenschaft, Interessenverbänden, Politik und Verwaltung und weiteren Fachleuten besetzt. Sie legen ihrem Auftraggeber in der Regel einen ausformulierten Bericht vor, der Handlungsempfehlungen enthält. 

## Expertenkommissionen von Bundesregierung und Bundestag
Beispiele für Expertenkommissionen sind die Hartz-Kommission, die Süssmuth-Kommission, die Rürup-Kommission und die Ethikkommission für eine sichere Energieversorgung. Neben diesen wurden während der 14. und 15. Legislaturperiode über 20 weitere Expertenkommissionen berufen, die sich mit vielfältigen Fragestellungen befassten, von der Reform des Versicherungsvertragsrechts, über die Finanzierung Lebenslangen Lernens bis zur Entwicklung eines Verfahrens für die Festsetzung von Atomendlagerstandorten.

## Andere von Bundesregierung und Bundestag eingesetzte Gremien
Abzugrenzen sind Expertenkommissionen von den ähnlich zusammengesetzten Beiräten der Ministerialverwaltung, die jedoch dauerhaft berufen sind. Ebenfalls zu unterscheiden sind rein verwaltungsinterne Projekt- oder Arbeitsgruppen, in denen Vertreter unterschiedlicher Ministerien oder Gliederungsebenen zusammenarbeiten. Die vom Deutschen Bundestag eingesetzten parlamentarischen Enquête-Kommissionen unterliegen einer stärkeren Formalisierung in ihrer Arbeitsweise und behandeln meist allgemeinere Themen.